# Leptotyphlops pyrites
Leptotyphlops pyrites este o specie de șerpi din genul Leptotyphlops, familia Leptotyphlopidae, descrisă de Thomas 1965. Conform Catalogue of Life specia Leptotyphlops pyrites nu are subspecii cunoscute.